# UCI WorldTour Femenino 2016
El UCI WorldTour Femenino 2016 fue la primera edición del máximo calendario ciclista femenino a nivel mundial.
El calendario tuvo 17 carreras y comenzó el 5 de marzo con la disputa del Strade Bianche finalizando el 11 de septiembre con la Madrid Challenge by la Vuelta.
Las ganadoras finales fueron Megan Guarnier, Boels-Dolmans (al ganar alguna de sus corredoras 10 de las 17 pruebas puntuables) y Katarzyna Niewiadoma, en la clasificación individual, por equipos y sub-23 respectivamente.

## Equipos
Los equipos femeninos pertenecen a una única división. Sin embargo, están divididos en jerarquías según su potencial que les ayuda a obtener invitaciones a las carreras más importantes. En este caso los 15 primeros equipos obtienen invitación a todas las carreras de este circuito, los 5 siguientes solo a las carreras de un día, mientras el resto no tienen invitación asegurada. No obstante, los equipos pueden renunciar a ella por lo que es probable que en todas las carreras haya equipos participantes fuera de los 20 o 15 primeros sin invitación asegurada ya que la carrera les ha otorgado invitación "extra" fuera de las obligatorias. También pueden participar selecciones nacionales pero sin invitación asegurada, estos al igual que todos los equipos tienen derecho a puntuación.

### Equipos invitados a todas las carreras (15)
| Código UCI | Equipo                                     | Corredoras | N.º de carreras del UCI WorldTour en las que han participado |
| ---------- | ------------------------------------------ | --- | ------------------------------------------------------------ |
| ASA        | Astana Women's Team                        | Ver listaTatiana Antoshina Soffia Begin Sofia Bertizzolo Kseniya Dobrynina Ingrid Drexel Arianna Fidanza Nadezhda Geneleva Tatyana Geneleva Viktoriya Pastarnak Faina Potanova Fanny Riberot Carolina Rodríguez Natalya Saifutdinova Natalya Sokovnina Makhabbat Umutzhanova Svetlana Vasilieva Yekaterina Yaraitis                                                      | 12                                                           |
| BPK        | BePink                                     | Ver listaLex Albrecht Elena Bissolati Ilania Bonomi (hasta el 30 de junio) Simona Bortolotti Anastasiya Chulkova (hasta el 23 de marzo) Giorgia Fraiegari Tereza Medvedova Giulia Nanni Amber Neben Francesa Pattaro Ilaria Sanguineti Tatiana Shamanova (desde el 26 de julio) Ksenyia Tuhai Silvia Valsecchi Georgia Williams Olga Zabelinskaya (desde el 17 de marzo) | 15                                                           |
| BLT        | Boels Dolmans Cycling Team                 | Ver listaElizabeth Armitstead Chantal Blaak Karol-Ann Canuel Demi De Jong Amalie Dideriksen Megan Guarnier Romy Kasper Christine Majerus Katarzyna Pawlowska Evelyn Stevens Ellen Van Dijk | 15                                                           |
| BTC        | BTC City Ljubljana                         | Ver listaPolona Batagelj Eugenia Bujak Tanja Elsner Jelena Eric Spela Kern Corinna Lechner (hasta el 11 de julio) Olena Pavlukhina Ursa Pintar Anna Plichta Mia Radotic Martina Ritter Anja Rugelj Laura Simenc Urska Zigart | 16                                                           |
| CAN        | Canyon-SRAM                                | Ver listaAlena Amialiusik Hannah Barnes Lisa Brennauer Elena Cecchini Tiffany Cromwell Barbara Guarischi Mieke Kroger Alexis Ryan Trixi Worrack | 15                                                           |
| BCT        | Cervélo-Bigla Pro Cycling Team             | Ver listaNicole Hanselmann Ciara Horne (desde el 8 de septiembre) Lisa Klein Clara Koppenburg Lotta Lepistö Ashleigh Moolman Joelle Numainville Gabriele Pilote-Fortin Stephanie Pohl Carmen Small (hasta el 30 de junio) | 13                                                           |
| CPC        | Cylance Pro Cycling                        | Ver listaKathryn Bertine Kristabel Doebel-Hickok Sheyla Gutiérrez Shelley Olds Rossella Ratto Valentina Scandolara Doris Schweizer Carmen Small (desde el 1 de julio) Alison Tetrick Erica Zaveta | 17 (todas)                                                   |
| HPU        | Hitec Products-UCK                         | Ver listaSusanne Andersen Charlotte Becker Miriam Bjornsrud Simona Frapporti Tatiana Guderzo Janicke Gunvaldsen Tone Hatteland-Lima Vita Heine Cecilie Gotaas Johnsen Lauren Kitchen Julie Leth Ingrid Lorvik Emilie Moberg Thea Thorsen Kirsten Wild | 15                                                           |
| OGE        | Orica-AIS                                  | Ver listaJessica Allen (desde el 24 de junio) Jenelle Crocks (desde el 24 de junio) Gracie Elvin Katrin Garfoot Alexandra Manly Chloe McConville Rachel Neylan Loren Rowney Sarah Roy Amanda Spratt Macey Stewart Annemiek van Vleuten Tayler Wiles Lizzie Williams | 11                                                           |
| FUT        | Poitou-Charentes.Futuroscope.86            | Ver listaAude Biannic Charlotte Bravard Coralie Demay Annabelle Dreville Eugénie Duval Séverine Eraud Roxane Fournier Victorie Guilman Pascale Jeuland Greta Richioud Amélie Rivat Eri Yonaimine (desde el 8 de agosto) | 13                                                           |
| RBW        | Rabo Liv Women Cycling Team                | Ver listaLucinda Brand Thalita de Jong Pauline Ferrand-Prévot Shara Gillow Yara Kastelijn Roxane Knetemann Jeanne Korevaar Anouska Koster Katarzyna Niewiadoma Moniek Tenniglo Anna van der Breggen Marianne Vos | 14                                                           |
| TPL        | Team Liv-Plantur                           | Ver listaLeah Kirchmann Floortje Mackaij Riejanne Markus Sara Mustonen Rozanne Slik Julia Soek Kyara Stijns Sabrina Stultiens Carlee Taylor Molly Weaver | 14                                                           |
| TIB        | Team Tibco-Silicon Valley Bank             | Ver listaAlizée Brien Cheryl Clark Emilly Collins Lauren Hall Kathrin Hammes Joanne Kiesanowski Lindsay Myers Lauren Rauck Kendall Ryan Patricia Schwager Lauren Stephens Brianna Walle | 10                                                           |
| UHC        | UnitedHealthcare Professional Cycling Team | Ver listaLaura Brown Rushlee Buchanan Annie Ewart Katharine Hall Cari Higgins Abigail Mickey Shawn Morelli Diana Carolina Peñuela Lauren Rathbun (desde el 3 de junio) Coryn Rivera Hayley Simmons (hasta el 14 de junio) Iris Slappendel Lauren Tamayo Linda Villumsen                                                                                                  | 8                                                            |
| WHT        | Wiggle High5                               | Ver listaMara Abbott Giorgia Bronzini Anna Christian Audrey Cordon Jolien D'Hoore Annette Edmondson Lucy Garner Mayuko Hagiwara Chloe Hosking Emma Johansson Danielle King Elisa Longo Borghini Peta Mullens (hasta el 20 de febrero) Amy Pieters Amy Roberts Anna Sanchís                                                                                               | 17 (todas)                                                   |

### Equipos invitados solo a carreras de un día (5)
| Código UCI | Equipo                                | Corredoras | N.º de carreras del UCI WorldTour en las que participaron |
| ---------- | ------------------------------------- | --- | --------------------------------------------------------- |
| ALE        | Alé Cipollini                         | Ver listaMartina Alzini Marta Bastianelli Francesca Cauz (hasta el 28 de julio) Annalisa Cucinotta Emilia Fahlin Malgorzata Jasinska Dalia Muccioli Beatrice Rossato Ane Santesteban Ellen Skerritt Marta Tagliaferro Anna Trevisi                                    | 16                                                        |
| LWZ        | Lensworld.eu-Zanatta                  | Ver listaAlice Maria Arzuffi Mario Giulia Confaloneri Kin de Baat Annelies Dom Kaat Hannes Nina Kessler Oxana Kozonchuk Hanna Nilson Flavia Oliveira (hasta el 6 de julio) Maaike Polspoel Winanda Spoor Kaat Van der Meulen                                          | 13                                                        |
| LBL        | Lotto Soudal Ladies                   | Ver listaIsabelle Beckers Jessie Daams Sofie de Vuyst Lieselot Decroix Elise Delzenne Chantal Hoffmann An-li Kachelhoffer Willeke Knol Lotte Kopecky Claudia Lichtenberg Emma Pooley (desde el 23 de junio) Anouk Rijff Fenna Vanhoutte Aniska Vekemans Susansa Zorzi | 10                                                        |
| PHV        | Parkhotel Valkenburg Continental Team | Ver listaEva Buurman Janneke Ensing Ilona Hoecksma Anna Knauer Vera Koedoover Jermaine Post Pauliena Rooijakkers Hanna Solovey Chanella Stougje Esra Tromp Natalie Van Gogh Jip Van den Bos                                                                           | 14                                                        |
| VLL        | Topsport Vlaanderen-Etixx             | Ver listaGilke Croket Nel de Crits Nicky Degrendele Fien Delbaere Valerie Demey Demmy Druyts Jessy Druyts Kelly Druyts Lenny Druyts Ann-Sophie Duyck Steffy Van den Haute Kelly Van den Steen Saartje Vandenbroucke                                                   | 8                                                         |

### Resto de equipos (20)
| Código UCI | Equipo                                          | N.º de carreras del UCI WorldTour en las que han participado |
| ---------- | ----------------------------------------------- | ------------------------------------------------------------ |
| VAI        | Aromitalia Vaiano                               | 4                                                            |
| BPD        | Bizkaia-Durango                                 | 5                                                            |
| CVB        | Colavita-Bianchi                                | 1                                                            |
| GPC        | China Chongming-Liv-Champion System Pro Cycling | 1                                                            |
| DRP        | Drops Cycling Team                              | 5                                                            |
| HBS        | Hagens Berman-Supermint                         | 4                                                            |
| ISG        | INPA-Bianchi                                    | 5                                                            |
| LAW        | Lares-Waowdeals Women Cycling Team              | 5                                                            |
| LTK        | Lointek                                         | 5                                                            |
| POA        | Podium Ambition Pro Cycling p/b Club La Santa   | 3                                                            |
| RLW        | Rally Cycling                                   | 3                                                            |
| MIC        | S.C. Michela Fanini-Rox                         | 4                                                            |
| SEF        | Servetto-Footon                                 | 6                                                            |
| BMS        | Team BMS-BIRN                                   | 1                                                            |
| TOG        | Top Girls Fassa Bortolo                         | 4                                                            |
| T16        | TWENTY16-Ridebiker                              | 5                                                            |
| VDD        | Visit Dallas-DNA                                | 2                                                            |
| NOE        | Vitalogic Astrokalb Radunion Nö                 | 0                                                            |
| SLP        | Weber Shimano Ladies Power                      | 4                                                            |
| XIR        | Xirayas de San Luis                             | 1                                                            |

### Selecciones nacionales (27)
- Se incluyen las selecciones nacionales que obtuvieron invitación en alguna de esas carreras en 2015 o 2016, incluyendo los 5 primeros países del ranking provisional publicado en enero.[1]

| Selección                   | N.º de carreras del UCI WorldTour en las que han participado |
| --------------------------- | ------------------------------------------------------------ |
| Selección de Alemania       | 0                                                            |
| Selección de Australia      | 2                                                            |
| Selección de Canadá         | 0                                                            |
| Selección de China          | 1                                                            |
| Selección de Colombia       | 1                                                            |
| Selección de Corea del Sur  | 1                                                            |
| Selección de Dinamarca      | 0                                                            |
| Selección de España         | 1                                                            |
| Selección de Estados Unidos | 1                                                            |
| Selección de Finlandia      | 1                                                            |
| Selección de Francia        | 5                                                            |
| Selección de Hong Kong      | 1                                                            |
| Selección de Indonesia      | 0                                                            |
| Selección de Italia         | 0                                                            |
| Selección de Japón          | 1                                                            |
| Selección de México         | 1                                                            |
| Selección de Noruega        | 1                                                            |
| Selección de Países Bajos   | 0                                                            |
| Selección de Polonia        | 0                                                            |
| Selección de Portugal       | 0                                                            |
| Selección de Reino Unido    | 2                                                            |
| Selección de Rusia          | 1                                                            |
| Selección de Suecia         | 0                                                            |
| Selección de Sudáfrica      | 0                                                            |
| Selección de Suiza          | 1                                                            |
| Selección de Tailandia      | 1                                                            |
| Selección de Taipéi         | 1                                                            |

## Carreras (17)
| Fecha            | Carrera                                  | Vencedora            | Equipo de la vencedora |
| ---------------- | ---------------------------------------- | -------------------- | ---------------------- |
| 5 de marzo       | Strade Bianche                           | Elizabeth Armitstead | Boels Dolmans          |
| 12 de marzo      | Tour de Drenthe                          | Chantal Blaak        | Boels Dolmans          |
| 20 de marzo      | Trofeo Alfredo Binda-Comune di Cittiglio | Elizabeth Armitstead | Boels Dolmans          |
| 27 de marzo      | Gante-Wevelgem                           | Chantal Blaak        | Boels Dolmans          |
| 3 de abril       | Tour de Flandes                          | Elizabeth Armitstead | Boels Dolmans          |
| 20 de abril      | Flecha Valona Femenina                   | Anna van der Breggen | Rabo Liv               |
| 6-8 de mayo      | Tour de la Isla de Chongming             | Chloe Hosking        | Wiggle High5           |
| 19-22 de mayo    | Tour de California                       | Megan Guarnier       | Boels Dolmans          |
| 5 de junio       | Parx Casino Philly Cycling Classic       | Megan Guarnier       | Boels Dolmans          |
| 15-19 de junio   | The Women's Tour                         | Elizabeth Armitstead | Boels Dolmans          |
| 1-10 de julio    | Giro de Italia Femenino                  | Megan Guarnier       | Boels Dolmans          |
| 24 de julio      | La Course by Le Tour de France           | Chloe Hosking        | Wiggle High5           |
| 30 de julio      | RideLondon Classique                     | Kirsten Wild         | Hitec Products         |
| 19 de agosto     | Open de Suède Vargarda TTT               | Boels Dolmans        | Boels Dolmans          |
| 21 de agosto     | Open de Suède Vargarda                   | Emilia Fahlin        | Alé Cipollini          |
| 27 de agosto     | Gran Premio de Plouay-Bretaña            | Eugenia Bujak        | BTC City Ljubljana     |
| 11 de septiembre | Madrid Challenge by La Vuelta            | Jolien D'Hoore       | Wiggle High5           |

## Detalle de equipos/selecciones por carrera
| Equipo                              | SB | DRE | AB-CC | GW | FLA | FV | CHO | CAL | PCP | WT | ITA | COU | LON | OSV | OSV-TTT | PLO-B | MAD | Total |
| ----------------------------------- | -- | --- | ----- | -- | --- | -- | --- | --- | --- | -- | --- | --- | --- | --- | ------- | ----- | --- | ----- |
| Astana                              | Sí | Sí  | Sí    | Sí | Sí  | Sí | Sí  | No  | Sí  | Sí | Sí  | Sí  | Sí  | No  | No      | No    | No  | 12    |
| BePink                              | Sí | Sí  | Sí    | Sí | Sí  | Sí | Sí  | Sí  | Sí  | No | Sí  | Sí  | Sí  | Sí  | Sí      | No    | Sí  | 15    |
| Boels Dolmans                       | Sí | Sí  | Sí    | Sí | Sí  | Sí | No  | Sí  | Sí  | Sí | Sí  | Sí  | No  | Sí  | Sí      | Sí    | Sí  | 15    |
| BTC City Ljubljana                  | Sí | Sí  | Sí    | Sí | Sí  | Sí | Sí  | No  | Sí  | Sí | Sí  | Sí  | Sí  | Sí  | Sí      | Sí    | Sí  | 16    |
| Canyon-SRAM                         | Sí | Sí  | Sí    | Sí | Sí  | Sí | No  | Sí  | Sí  | Sí | Sí  | Sí  | Sí  | Sí  | Sí      | Sí    | No  | 15    |
| Cervélo-Bigla                       | Sí | Sí  | Sí    | Sí | Sí  | Sí | Sí  | No  | No  | Sí | No  | Sí  | Sí  | Sí  | Sí      | Sí    | No  | 13    |
| Cylance                             | Sí | Sí  | Sí    | Sí | Sí  | Sí | Sí  | Sí  | Sí  | Sí | Sí  | Sí  | Sí  | Sí  | Sí      | Sí    | Sí  | 17    |
| Hitec Products-UCK                  | Sí | Sí  | Sí    | Sí | Sí  | Sí | Sí  | Sí  | No  | Sí | Sí  | Sí  | Sí  | Sí  | Sí      | No    | Sí  | 15    |
| Orica-AIS                           | Sí | Sí  | Sí    | Sí | Sí  | Sí | No  | No  | No  | Sí | No  | Sí  | Sí  | No  | No      | Sí    | Sí  | 11    |
| Poitou-Charentes.Futuroscope.86     | Sí | Sí  | Sí    | Sí | Sí  | Sí | Sí  | No  | No  | Sí | Sí  | Sí  | Sí  | No  | No      | Sí    | Sí  | 13    |
| Rabo Liv Women                      | Sí | Sí  | Sí    | Sí | Sí  | Sí | No  | Sí  | No  | Sí | Sí  | Sí  | Sí  | Sí  | Sí      | Sí    | No  | 14    |
| Liv-Plantur                         | Sí | Sí  | Sí    | Sí | Sí  | Sí | No  | No  | No  | Sí | Sí  | Sí  | Sí  | Sí  | Sí      | Sí    | Sí  | 14    |
| TIBCO-Sillicon Valley Bank          | Sí | Sí  | Sí    | Sí | Sí  | Sí | No  | Sí  | Sí  | No | No  | Sí  | Sí  | No  | No      | No    | No  | 10    |
| UnitedHealthcare                    | No | Sí  | Sí    | Sí | Sí  | No | No  | Sí  | Sí  | Sí | No  | Sí  | No  | No  | No      | No    | No  | 8     |
| Wiggle High5                        | Sí | Sí  | Sí    | Sí | Sí  | Sí | Sí  | Sí  | Sí  | Sí | Sí  | Sí  | Sí  | Sí  | Sí      | Sí    | Sí  | 17    |
| Alé Cipollini                       | Sí | Sí  | Sí    | Sí | Sí  | Sí | Sí  |     | Sí  | Sí | Sí  | Sí  | Sí  | Sí  | Sí      | Sí    | Sí  | 16    |
| Lensworld.eu-Zannata                | Sí | Sí  | Sí    | Sí | Sí  | Sí |     |     | No  |    | Sí  | Sí  | Sí  | Sí  | Sí      | Sí    | Sí  | 13    |
| Lotto Soudal Ladies                 | Sí | Sí  | Sí    | Sí | Sí  | Sí |     |     | No  |    | Sí  | Sí  | No  | No  | No      | Sí    | Sí  | 10    |
| Parkhotel Valkenburg Continental    | Sí | Sí  | Sí    | Sí | Sí  | Sí | Sí  |     | Sí  |    |     | Sí  | Sí  | Sí  | Sí      | Sí    | Sí  | 14    |
| Topsport Vlaanderen-Etixx           | No | Sí  | Sí    | Sí | Sí  | Sí |     |     | No  |    |     | Sí  | Sí  | No  | No      | No    | Sí  | 8     |
| Aromitalia-Vaiano                   | Sí |     | Sí    |    | Sí  |    |     |     |     |    | Sí  |     |     |     |         |       |     | 4     |
| INPA-Bianchi                        | Sí | Sí  | Sí    |    | Sí  |    |     |     |     |    | Sí  |     |     |     |         |       |     | 5     |
| S.C. Michela Fanini-Rox             | Sí |     | Sí    |    |     |    |     |     | Sí  |    | Sí  |     |     |     |         |       |     | 4     |
| Servetto-Footon                     | Sí |     | Sí    |    | Sí  | Sí | Sí  |     |     |    | Sí  |     |     |     |         |       |     | 6     |
| Top Girls Fassa Bortolo             | Sí |     | Sí    |    | Sí  |    |     |     |     |    | Sí  |     |     |     |         | Sí    |     | 5     |
| Lares-Waowdeals                     |    | Sí  |       | Sí | Sí  | Sí |     |     |     |    |     |     |     |     |         |       | Sí  | 5     |
| TWENTY16-Ridebiker                  |    |     | Sí    | Sí | Sí  |    |     | Sí  | Sí  |    |     |     |     |     |         |       |     | 5     |
| Selección de Francia                |    |     | Sí    |    |     | Sí | Sí  |     |     |    |     | Sí  |     |     |         | Sí    |     | 5     |
| Selección de Suiza                  |    |     | Sí    |    |     |    |     |     |     |    |     |     |     |     |         |       |     | 1     |
| Bizkaia-Durango                     |    |     |       | Sí |     | Sí |     |     |     |    | Sí  |     |     |     |         | Sí    | Sí  | 5     |
| Selección de Australia              |    |     |       | Sí |     | Sí |     |     |     |    |     |     |     |     |         |       |     | 2     |
| Lointek                             |    |     |       |    | Sí  | Sí |     |     |     |    | Sí  |     |     |     |         | Sí    | Sí  | 5     |
| Podium Ambition                     |    |     |       |    | Sí  |    |     | Sí  |     |    |     |     | Sí  |     |         |       |     | 3     |
| BMS BIRN                            |    |     |       |    | Sí  |    |     |     |     |    |     |     |     | Sí  | Sí      |       |     | 3     |
| Drops                               |    |     |       |    | Sí  |    |     | Sí  |     | Sí |     |     | Sí  |     |         | Sí    |     | 5     |
| China Chongming-Liv-Champion System |    |     |       |    |     |    | Sí  |     |     |    |     |     |     |     |         |       |     | 1     |
| Selección de Taipéi                 |    |     |       |    |     |    | Sí  |     |     |    |     |     |     |     |         |       |     | 1     |
| Selección de Rusia                  |    |     |       |    |     |    | Sí  |     |     |    |     |     |     |     |         |       |     | 1     |
| Selección de China                  |    |     |       |    |     |    | Sí  |     |     |    |     |     |     |     |         |       |     | 1     |
| Selección de Corea del Sur          |    |     |       |    |     |    | Sí  |     |     |    |     |     |     |     |         |       |     | 1     |
| Selección de Tailandia              |    |     |       |    |     |    | Sí  |     |     |    |     |     |     |     |         |       |     | 1     |
| Colavita-Bianchi                    |    |     |       |    |     |    |     | Sí  | Sí  |    |     |     |     |     |         |       |     | 2     |
| Hagens Berman-Supermint             |    |     |       |    |     |    |     | Sí  | Sí  |    | Sí  |     |     |     |         |       |     | 3     |
| Rally                               |    |     |       |    |     |    |     | Sí  | Sí  |    |     |     | Sí  |     |         |       |     | 3     |
| Visit Dallas-DNA                    |    |     |       |    |     |    |     | Sí  | Sí  |    |     |     |     |     |         |       |     | 2     |
| Weber Shimano Ladies Power          |    |     |       |    |     |    |     | Sí  | Sí  |    |     |     |     |     |         | Sí    | Sí  | 4     |
| Selección de Estados Unidos         |    |     |       |    |     |    |     | Sí  |     |    |     |     |     |     |         |       |     | 1     |
| Selección de México                 |    |     |       |    |     |    |     |     | Sí  |    |     |     |     |     |         |       |     | 1     |
| Selección de Colombia               |    |     |       |    |     |    |     |     | Sí  |    |     |     |     |     |         |       |     | 1     |
| Selección de Reino Unido            |    |     |       |    |     |    |     |     |     | Sí |     |     | Sí  |     |         |       |     | 2     |
| Xirayas de San Luis                 |    |     |       |    |     |    |     |     |     |    | Sí  |     |     |     |         |       |     | 1     |
| Selección de Finlandia              |    |     |       |    |     |    |     |     |     |    |     |     |     | Sí  | Sí      |       |     | 2     |
| Selección de Noruega                |    |     |       |    |     |    |     |     |     |    |     |     |     | Sí  | Sí      |       |     | 2     |
| Selección de Japón                  |    |     |       |    |     |    |     |     |     |    |     |     |     |     |         | Sí    |     | 1     |
| Selección de España                 |    |     |       |    |     |    |     |     |     |    |     |     |     |     |         |       | Sí  | 1     |
| Vitalogic Astrokalb Radunion Nö     |    |     |       |    |     |    |     |     |     |    |     |     |     |     |         |       |     | 0     |
| Invitaciones otorgadas              | 24 | 22  | 28    | 24 | 30  | 25 | 18  | 18  | 19  | 16 | 23  | 21  | 21  | 16  | 16      | 22    | 18  |       |

- equipo/selección invitado que participó.
- equipo/selección invitado que rechazó su invitación.

## Clasificaciones finales

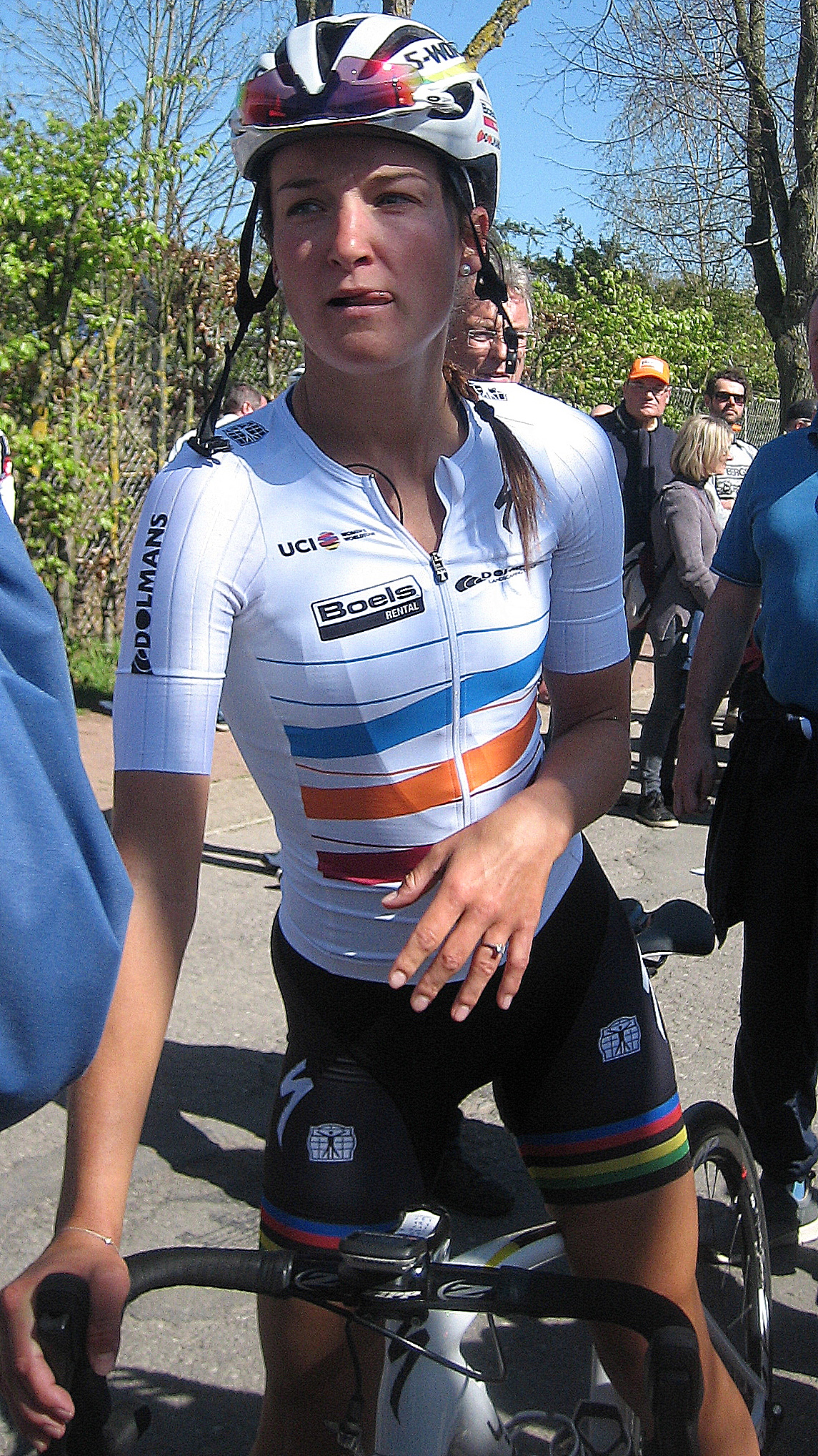
Elizabeth Armitstead con el maillot de líder.

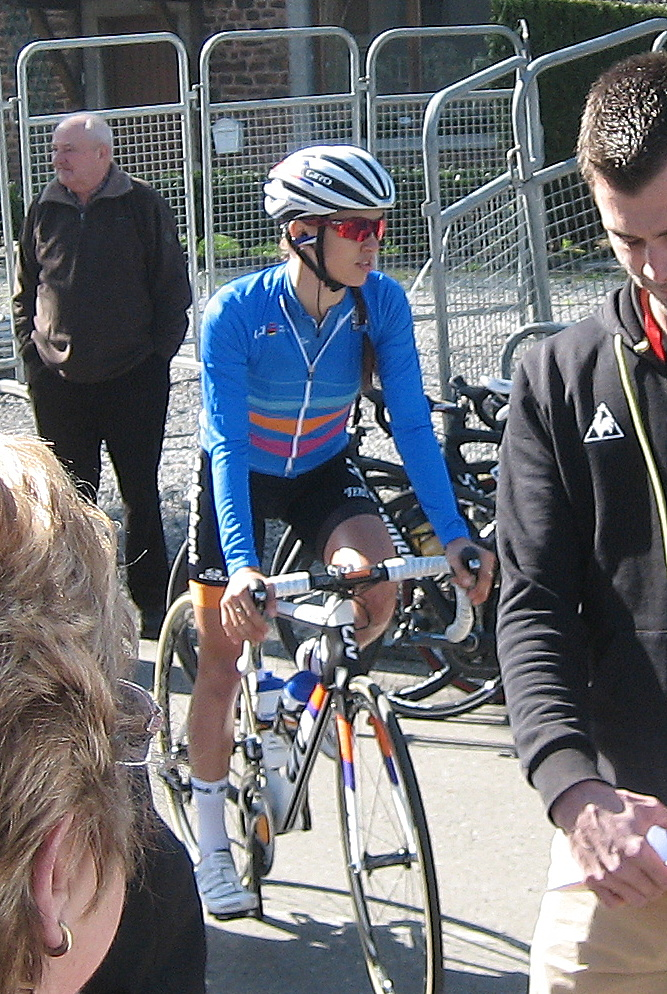
Katarzyna Niewiadoma con el maillot de líder sub-23.

Estas fueron las clasificaciones finales:
Nota: ver Baremos de puntuación

### Clasificación individual
| Posición | Corredora            | Equipo        | Puntos |
| -------- | -------------------- | ------------- | ------ |
| 1.º      | Megan Guarnier       | Boels Dolmans | 624    |
| 2.º      | Leah Kirchmann       | Liv-Plantur   | 624    |
| 3.º      | Elizabeth Armitstead | Boels Dolmans | 545    |
| 4.º      | Chantal Blaak        | Boels Dolmans | 541    |
| 5.º      | Elisa Longo Borghini | Wiggle High5  | 523    |
| 6.º      | Evelyn Stevens       | Boels Dolmans | 519    |
| 7.º      | Anna van der Breggen | Rabo Liv      | 492    |
| 8.º      | Emma Johansson       | Wiggle High5  | 463    |
| 9.º      | Chloe Hosking        | Wiggle High5  | 450    |
| 10.º     | Marianne Vos         | Rabo Liv      | 442    |

| 11.º | Katarzyna Niewiadoma      | Rabo Liv                        | 421 |
| 12.º | Alena Amialiusik          | Canyon-SRAM                     | 288 |
| 13.º | Maria Giulia Confalonieri | Lensworld-Zannata               | 286 |
| 14.º | Lotta Lepistö             | Cervélo-Bigla                   | 279 |
| 15.º | Amy Pieters               | Wiggle High5                    | 265 |
| 16.º | Maria Bastianelli         | Alé Cipollini                   | 249 |
| 17.º | Eugenia Bujak             | BTC City Ljubljana              | 245 |
| 18.º | Joëlle Numainville        | Cervélo Bigla                   | 241 |
| 19.º | Carmen Small              | Cervélo Bigla Cylance           | 240 |
| 20.º | Roxane Fournier           | Poitou-Charentes.Futuroscope.86 | 234 |

- Total de corredoras con puntuación: 163
- Desglose de puntos por corredor: Detalle de puntos ganados

### Clasificación por equipos
Esta clasificación se calcula sumando los puntos de las cuatro mejores corredoras de cada equipo o selección en cada carrera. Los equipos con el mismo número de puntos se clasifican de acuerdo a su corredora mejor clasificada.
| Posición | Equipo        | Puntos |
| -------- | ------------- | ------ |
| 1.º      | Boels Dolmans | 2894   |
| 2.º      | Wiggle High5  | 2245   |
| 3.º      | Rabo Liv      | 1853   |
| 4.º      | Canyon-SRAM   | 1031   |
| 5.º      | Liv-Plantur   | 840    |

- Total de equipos con puntuación: 38

### Clasificación sub-23
| Posición | Corredora            | Equipo               | Puntos |
| -------- | -------------------- | -------------------- | ------ |
| 1.º      | Katarzyna Niewiadoma | Rabo Liv             | 36     |
| 2.º      | Floortje Mackaij     | Liv-Plantur          | 18     |
| 3.º      | Sheyla Gutiérrez     | Cylance              | 18     |
| 4.º      | Jip van den Bos      | Parkhotel Valkenburg | 14     |
| 5.º      | Lotte Kopecky        | Lotto Soudal Ladies  | 12     |

- Total de corredoras con puntuación: 26

## Progreso de las clasificaciones
| Carrera (Vencedora)                                             | Clasificación individual | Clasificación por equipos | Clasificación sub-23 |
| --------------------------------------------------------------- | ------------------------ | ------------------------- | -------------------- |
| Strade Bianche (Elizabeth Armitstead)                           | Elizabeth Armitstead     | Rabo Liv                  | Katarzyna Niewiadoma |
| Tour de Drenthe (Chantal Blaak)                                 | Anna van der Breggen     | Boels Dolmans             | Floortje Mackaij     |
| Trofeo Alfredo Binda-Comune di Cittiglio (Elizabeth Armitstead) | Elizabeth Armitstead     | Boels Dolmans             | Katarzyna Niewiadoma |
| Gante-Wevelgem (Chantal Blaak)                                  | Chantal Blaak            | Boels Dolmans             | Floortje Mackaij     |
| Tour de Flandes (Elizabeth Armitstead)                          | Elizabeth Armitstead     | Boels Dolmans             | Katarzyna Niewiadoma |
| Flecha Valona Femenina (Anna van der Breggen)                   | Elizabeth Armitstead     | Boels Dolmans             | Katarzyna Niewiadoma |
| Tour de la Isla de Chongming (Chloe Hosking)                    | Elizabeth Armitstead     | Boels Dolmans             | Katarzyna Niewiadoma |
| Tour de California (Megan Guarnier)                             | Megan Guarnier           | Boels Dolmans             | Katarzyna Niewiadoma |
| Parx Casino Philly Cycling Classic (Megan Guarnier)             | Megan Guarnier           | Boels Dolmans             | Katarzyna Niewiadoma |
| The Women's Tour (Elizabeth Armitstead)                         | Megan Guarnier           | Boels Dolmans             | Katarzyna Niewiadoma |
| Giro de Italia Femenino (Megan Guarnier)                        | Megan Guarnier           | Boels Dolmans             | Katarzyna Niewiadoma |
| La Course by Le Tour de France (Chloe Hosking)                  | Megan Guarnier           | Boels Dolmans             | Katarzyna Niewiadoma |
| RideLondon Classique (Kirsten Wild)                             | Megan Guarnier           | Boels Dolmans             | Katarzyna Niewiadoma |
| Open de Suède Vargarda TTT (Boels Dolmans)                      | Megan Guarnier           | Boels Dolmans             | Katarzyna Niewiadoma |
| Open de Suède Vargarda (Emilia Fahlin)                          | Megan Guarnier           | Boels Dolmans             | Katarzyna Niewiadoma |
| Gran Premio de Plouay-Bretaña (Eugenia Bujak)                   | Megan Guarnier           | Boels Dolmans             | Katarzyna Niewiadoma |
| Madrid Challenge by La Vuelta (Jolien D'Hoore)                  | Megan Guarnier           | Boels Dolmans             | Katarzyna Niewiadoma |
| Final                                                           | Megan Guarnier           | Boels Dolmans             | Katarzyna Niewiadoma |